# Apeks
Apeks je točka nebeske sfere koja se nalazi u smjeru gibanja Zemlje (Zemljin apeks) ili Sunca (Sunčev apeks). Budući da Zemlja kruži oko Sunca, Zemljin apeks klizi po ekliptici, tako da je uvijek 90° zapadno od mjesta gdje se prividno nalazi Sunce. Sunčev apeks nalazi se u zviježđu Herkulu. Prvi ga je odredio William Herschel. 
Antiapeks je točka na nebeskoj sferi nasuprot apeksu. Nalazi se u zviježđu Golubu.

## William Herschel
Više tisuća maglica opazio je i zabilježio William Herschel (1738. – 1822.), koji je svojim otkrićima i širinom pogleda na događaje u svemiru, dao osobni pečat drugoj polovici 18. stoljeća. Gradio je teleskope reflektore, od kojih je najveći imao objektiv od 122 cm. Godine 1781. otkrio je novi planet, Uran. Istraživao je dvojne zvijezde, a 1783. ustanovio je da se Sunce giba u smjeru zviježđa Herkula (apeks Sunca). Prebrojavanjem zvijezda i metodom uzoraka utvrdio je da se Sunce nalazi u središtu golemog kotača ili diska. Promjer kotača je procijenio na 5 900 svjetlosnih godina, a debljinu na 1 000 svjetlosnih godina. Uočio je da se u području Škorpiona, Mliječni Put dijeli u dva kraka.

## Poveznice
- Nebeska mehanika
- Sferna astronomija